# Liste der Nummer-eins-Hits in der Schweiz (1987)
Dies ist eine Liste der Nummer-eins-Hits in der Schweiz im Jahr 1987. Sie basiert auf den Top 30 Singles und Top 30 Alben der offiziellen Schweizer Hitparade. Es gab in diesem Jahr 14 Nummer-eins-Singles und 15 Nummer-eins-Alben.

## Singles
| ← 1986 ← | Liste der Nummer-eins-Hits in der Schweiz | Liste der Nummer-eins-Hits in der Schweiz | Liste der Nummer-eins-Hits in der Schweiz                                                               | 1988 →                    |
| \| Zeitraum \| Wo. ges. \| Interpret \| Titel Autor(en) \| Zusätzliche Informationen \| \| (Zeitraum, Wochen auf Platz eins, Interpret, Titel, Autor[en], zusätzliche Informationen) \| \| \| \| \| \| ----------------------------------------------------------------------------------------- \| -------- \| ----------------- \| ------------------------------------------------------------------------------------------------------- \| ------------------------- \| \| 23. November 1986 – 10. Januar 1987 7 Wochen \| 7 \| Status Quo \| In the Army Now Robert J. Bolland, Ferdinand D. Bolland \| – \| \| 11. Januar 1987 – 7. Februar 1987 4 Wochen \| 4 \| Mel & Kim \| Showing Out (Get Fresh at the Weekend) Pete Waterman, Matthew James Aitken, Mike Stock \| – \| \| 8. Februar 1987 – 21. Februar 1987 2 Wochen \| 2 \| Robbie Nevil \| C’est la vie Duncan Pain, Mark Innes Holding, Robbie Nevil \| – \| \| 22. Februar 1987 – 4. April 1987 6 Wochen \| 6 \| Richard Sanderson \| Reality Musik: Vladimir Cosma; Text: Jeff Jordan \| – \| \| 5. April 1987 – 4. Mai 1987 5 Wochen \| 5 \| Mel & Kim \| Respectable Pete Waterman, Matthew James Aitken, Mike Stock \| – \| \| 5. Mai 1987 – 30. Mai 1987 3 Wochen (insgesamt 5) \| 5 \| Ferry Aid \| Let It Be John Winston Lennon, Paul James McCartney \| – \| \| 31. Mai 1987 – 6. Juni 1987 1 Woche \| 1 \| Madonna \| La Isla Bonita Patrick Raymond Leonard, Madonna L. Ciccone, Bruce R. Gaitsch \| – \| \| 7. Juni 1987 – 13. Juni 1987 1 Woche (insgesamt 5) \| 5 \| Ferry Aid \| Let It Be John Winston Lennon, Paul James McCartney \| – \| \| 14. Juni 1987 – 25. Juli 1987 6 Wochen \| 6 \| Whitney Houston \| I Wanna Dance with Somebody (Who Loves Me) George Robert Merrill, Shannon Rubicam \| – \| \| 26. Juli 1987 – 5. September 1987 6 Wochen \| 6 \| Pet Shop Boys \| It’s a Sin Neil Francis Tennant, Chris Lowe \| – \| \| 6. September 1987 – 12. September 1987 1 Woche \| 1 \| Los Lobos \| La Bamba Trad.; Text: Ritchie Valens \| – \| \| 13. September 1987 – 17. Oktober 1987 5 Wochen \| 5 \| Sabrina \| Boys (Summertime Love) Musik: Roberto Rossi, Matteo Bonsanto; Text: Malcolm Charlton, Claudio Cecchetto \| – \| \| 18. Oktober 1987 – 12. Dezember 1987 8 Wochen \| 8 \| Bee Gees \| You Win Again Barry Alan Gibb, Maurice Ernest Gibb, Robin Hugh Gibb \| – \| \| 13. Dezember 1987 – 19. Dezember 1987 1 Woche \| 1 \| Rick Astley \| Whenever You Need Somebody Pete Waterman, Matthew James Aitken, Mike Stock \| – \| \| 20. Dezember 1987 – 23. Januar 1988 5 Wochen \| 5 \| T’Pau \| China in Your Hands Carol Ann Decker, Ronald Phillip Rogers \| – \| |                                           |                                           | |                           |
| ← 1986 |                                           |                                           | | → 1988 →                  |
| Zeitraum | Wo. ges.                                  | Interpret                                 | Titel Autor(en)                                                                                         | Zusätzliche Informationen |
| (Zeitraum, Wochen auf Platz eins, Interpret, Titel, Autor[en], zusätzliche Informationen) |                                           |                                           | |                           |
| 23. November 1986 – 10. Januar 1987 7 Wochen | 7                                         | Status Quo                                | In the Army Now Robert J. Bolland, Ferdinand D. Bolland                                                 | –                         |
| 11. Januar 1987 – 7. Februar 1987 4 Wochen | 4                                         | Mel & Kim                                 | Showing Out (Get Fresh at the Weekend) Pete Waterman, Matthew James Aitken, Mike Stock                  | –                         |
| 8. Februar 1987 – 21. Februar 1987 2 Wochen | 2                                         | Robbie Nevil                              | C’est la vie Duncan Pain, Mark Innes Holding, Robbie Nevil                                              | –                         |
| 22. Februar 1987 – 4. April 1987 6 Wochen | 6                                         | Richard Sanderson                         | Reality Musik: Vladimir Cosma; Text: Jeff Jordan                                                        | –                         |
| 5. April 1987 – 4. Mai 1987 5 Wochen | 5                                         | Mel & Kim                                 | Respectable Pete Waterman, Matthew James Aitken, Mike Stock                                             | –                         |
| 5. Mai 1987 – 30. Mai 1987 3 Wochen (insgesamt 5) | 5                                         | Ferry Aid                                 | Let It Be John Winston Lennon, Paul James McCartney                                                     | –                         |
| 31. Mai 1987 – 6. Juni 1987 1 Woche | 1                                         | Madonna                                   | La Isla Bonita Patrick Raymond Leonard, Madonna L. Ciccone, Bruce R. Gaitsch                            | –                         |
| 7. Juni 1987 – 13. Juni 1987 1 Woche (insgesamt 5) | 5                                         | Ferry Aid                                 | Let It Be John Winston Lennon, Paul James McCartney                                                     | –                         |
| 14. Juni 1987 – 25. Juli 1987 6 Wochen | 6                                         | Whitney Houston                           | I Wanna Dance with Somebody (Who Loves Me) George Robert Merrill, Shannon Rubicam                       | –                         |
| 26. Juli 1987 – 5. September 1987 6 Wochen | 6                                         | Pet Shop Boys                             | It’s a Sin Neil Francis Tennant, Chris Lowe                                                             | –                         |
| 6. September 1987 – 12. September 1987 1 Woche | 1                                         | Los Lobos                                 | La Bamba Trad.; Text: Ritchie Valens                                                                    | –                         |
| 13. September 1987 – 17. Oktober 1987 5 Wochen | 5                                         | Sabrina                                   | Boys (Summertime Love) Musik: Roberto Rossi, Matteo Bonsanto; Text: Malcolm Charlton, Claudio Cecchetto | –                         |
| 18. Oktober 1987 – 12. Dezember 1987 8 Wochen | 8                                         | Bee Gees                                  | You Win Again Barry Alan Gibb, Maurice Ernest Gibb, Robin Hugh Gibb                                     | –                         |
| 13. Dezember 1987 – 19. Dezember 1987 1 Woche | 1                                         | Rick Astley                               | Whenever You Need Somebody Pete Waterman, Matthew James Aitken, Mike Stock                              | –                         |
| 20. Dezember 1987 – 23. Januar 1988 5 Wochen | 5                                         | T’Pau                                     | China in Your Hands Carol Ann Decker, Ronald Phillip Rogers                                             | –                         |

## Alben
| ← 1986 ← | Liste der Nummer-eins-Hits in der Schweiz | Liste der Nummer-eins-Hits in der Schweiz | Liste der Nummer-eins-Hits in der Schweiz                  | 1988 →                    |
| \| Zeitraum \| Wo. ges. \| Interpret \| Titel \| Zusätzliche Informationen \| \| (Zeitraum, Wochen auf Platz eins, Interpret, Titel, zusätzliche Informationen) \| \| \| \| \| \| ------------------------------------------------------------------------------ \| -------- \| -------------------- \| ---------------------------------------------------------- \| ------------------------- \| \| 30. November 1986 – 3. Januar 1987 5 Wochen (insgesamt 6) \| 6 \| Status Quo \| In the Army Now \| – \| \| 4. Januar 1987 – 17. Januar 1987 2 Wochen \| 2 \| Rondò Veneziano \| Rapsodia Veneziana \| – \| \| 18. Januar 1987 – 24. Januar 1987 1 Woche \| 1 \| Peter Reber \| Jede bruucht sy Insel \| – \| \| 24. Januar 1987 – 31. Januar 1987 1 Woche (insgesamt 6) \| 6 \| Status Quo \| In the Army Now \| – \| \| 1. Februar 1987 – 7. Februar 1987 1 Woche \| 1 \| Bon Jovi \| Slippery When Wet \| – \| \| 8. Februar 1987 – 7. März 1987 4 Wochen \| 4 \| Paul Simon \| Graceland \| – \| \| 8. März 1987 – 14. März 1987 1 Woche \| 1 \| (Soundtrack) \| La Boum \| – \| \| 15. März 1987 – 28. März 1987 2 Wochen (insgesamt 3) \| 3 \| Jennifer Rush \| Heart over Mind \| – \| \| 29. März 1987 – 11. April 1987 2 Wochen \| 2 \| Simply Red \| Men and Women \| – \| \| 12. April 1987 – 18. April 1987 1 Woche (insgesamt 7) \| 7 \| U2 \| The Joshua Tree \| – \| \| 19. April 1987 – 25. April 1987 1 Woche (insgesamt 3) \| 3 \| Jennifer Rush \| Heart over Mind \| – \| \| 26. April 1987 – 6. Juni 1987 6 Wochen (insgesamt 7) \| 7 \| U2 \| The Joshua Tree \| – \| \| 7. Juni 1987 – 13. Juni 1987 1 Woche \| 1 \| Prince \| Sign "☮" the Times \| – \| \| 14. Juni 1987 – 29. August 1987 11 Wochen \| 11 \| Whitney Houston \| Whitney \| – \| \| 30. August 1987 – 12. September 1987 2 Wochen \| 2 \| Terence Trent D’Arby \| Introducing the Hardline According to Terence Trent D’Arby \| – \| \| 13. September 1987 – 17. Oktober 1987 5 Wochen \| 5 \| Michael Jackson \| Bad \| – \| \| 18. Oktober 1987 – 28. November 1987 6 Wochen \| 6 \| Bee Gees \| E.S.P \| – \| \| 29. November 1987 – 16. Januar 1988 7 Wochen (insgesamt 8) \| 8 \| (Soundtrack) \| Dirty Dancing \| – \| |                                           |                                           |                                                            |                           |
| ← 1986 |                                           |                                           |                                                            | → 1988 →                  |
| Zeitraum | Wo. ges.                                  | Interpret                                 | Titel                                                      | Zusätzliche Informationen |
| (Zeitraum, Wochen auf Platz eins, Interpret, Titel, zusätzliche Informationen) |                                           |                                           |                                                            |                           |
| 30. November 1986 – 3. Januar 1987 5 Wochen (insgesamt 6) | 6                                         | Status Quo                                | In the Army Now                                            | –                         |
| 4. Januar 1987 – 17. Januar 1987 2 Wochen | 2                                         | Rondò Veneziano                           | Rapsodia Veneziana                                         | –                         |
| 18. Januar 1987 – 24. Januar 1987 1 Woche | 1                                         | Peter Reber                               | Jede bruucht sy Insel                                      | –                         |
| 24. Januar 1987 – 31. Januar 1987 1 Woche (insgesamt 6) | 6                                         | Status Quo                                | In the Army Now                                            | –                         |
| 1. Februar 1987 – 7. Februar 1987 1 Woche | 1                                         | Bon Jovi                                  | Slippery When Wet                                          | –                         |
| 8. Februar 1987 – 7. März 1987 4 Wochen | 4                                         | Paul Simon                                | Graceland                                                  | –                         |
| 8. März 1987 – 14. März 1987 1 Woche | 1                                         | (Soundtrack)                              | La Boum                                                    | –                         |
| 15. März 1987 – 28. März 1987 2 Wochen (insgesamt 3) | 3                                         | Jennifer Rush                             | Heart over Mind                                            | –                         |
| 29. März 1987 – 11. April 1987 2 Wochen | 2                                         | Simply Red                                | Men and Women                                              | –                         |
| 12. April 1987 – 18. April 1987 1 Woche (insgesamt 7) | 7                                         | U2                                        | The Joshua Tree                                            | –                         |
| 19. April 1987 – 25. April 1987 1 Woche (insgesamt 3) | 3                                         | Jennifer Rush                             | Heart over Mind                                            | –                         |
| 26. April 1987 – 6. Juni 1987 6 Wochen (insgesamt 7) | 7                                         | U2                                        | The Joshua Tree                                            | –                         |
| 7. Juni 1987 – 13. Juni 1987 1 Woche | 1                                         | Prince                                    | Sign "☮" the Times                                         | –                         |
| 14. Juni 1987 – 29. August 1987 11 Wochen | 11                                        | Whitney Houston                           | Whitney                                                    | –                         |
| 30. August 1987 – 12. September 1987 2 Wochen | 2                                         | Terence Trent D’Arby                      | Introducing the Hardline According to Terence Trent D’Arby | –                         |
| 13. September 1987 – 17. Oktober 1987 5 Wochen | 5                                         | Michael Jackson                           | Bad                                                        | –                         |
| 18. Oktober 1987 – 28. November 1987 6 Wochen | 6                                         | Bee Gees                                  | E.S.P                                                      | –                         |
| 29. November 1987 – 16. Januar 1988 7 Wochen (insgesamt 8) | 8                                         | (Soundtrack)                              | Dirty Dancing                                              | –                         |

## Jahreshitparaden
| ← 1986 ← | Liste der Nummer-eins-Hits in der Schweiz | Liste der Nummer-eins-Hits in der Schweiz                                       | Liste der Nummer-eins-Hits in der Schweiz | 1988 →   |
| \| Singles \| Position# \| Alben \| \| --------------------------------------------------------------------------------------------------------------- \| --------- \| ------------------------------------------------------------------------------- \| \| Voyage, voyage Desireless Jean-Michel Rivat, Dominique Albert Jacques Dubois \| 1 \| The Joshua Tree U2 \| \| La Isla Bonita Madonna Patrick Raymond Leonard, Madonna L. Ciccone, Bruce R. Gaitsch \| 2 \| Heart over Mind Jennifer Rush \| \| I Wanna Dance with Somebody (Who Loves Me) Whitney Houston George Robert Merrill, Shannon Rubicam \| 3 \| Graceland Paul Simon \| \| La Bamba Los Lobos Trad.; Text: Ritchie Valens \| 4 \| Slippery When Wet Bon Jovi \| \| It’s a Sin Pet Shop Boys Neil Francis Tennant, Chris Lowe \| 5 \| Whitney Whitney Houston \| \| Let It Be Ferry Aid John Winston Lennon, Paul James McCartney \| 6 \| Sign "☮" the Times Prince \| \| Boys (Summertime Love) Sabrina Musik: Roberto Rossi, Matteo Bonsanto; Text: Malcolm Charlton, Claudio Cecchetto \| 7 \| Introducing the Hardline According to Terence Trent D’Arby Terence Trent D’Arby \| \| Nothing’s Gonna Stop Us Now Starship Albert Louis Hammond, Diane Eve Warren \| 8 \| Break Every Rule Tina Turner \| \| Nothing’s Gonna Stop Me Now Samantha Fox Pete Waterman, Matthew James Aitken, Mike Stock \| 9 \| The Final Countdown Europe \| \| Who’s That Girl Madonna Madonna L. Ciccone, Patrick Raymond Leonard \| 10 \| After Here, Through Midland Cock Robin \| |                                           |                                                                                 |                                           |          |
| ← 1986 |                                           |                                                                                 |                                           | → 1988 → |
| Singles | Position#                                 | Alben                                                                           |                                           |          |
| Voyage, voyage Desireless Jean-Michel Rivat, Dominique Albert Jacques Dubois | 1                                         | The Joshua Tree U2                                                              |                                           |          |
| La Isla Bonita Madonna Patrick Raymond Leonard, Madonna L. Ciccone, Bruce R. Gaitsch | 2                                         | Heart over Mind Jennifer Rush                                                   |                                           |          |
| I Wanna Dance with Somebody (Who Loves Me) Whitney Houston George Robert Merrill, Shannon Rubicam | 3                                         | Graceland Paul Simon                                                            |                                           |          |
| La Bamba Los Lobos Trad.; Text: Ritchie Valens | 4                                         | Slippery When Wet Bon Jovi                                                      |                                           |          |
| It’s a Sin Pet Shop Boys Neil Francis Tennant, Chris Lowe | 5                                         | Whitney Whitney Houston                                                         |                                           |          |
| Let It Be Ferry Aid John Winston Lennon, Paul James McCartney | 6                                         | Sign "☮" the Times Prince                                                       |                                           |          |
| Boys (Summertime Love) Sabrina Musik: Roberto Rossi, Matteo Bonsanto; Text: Malcolm Charlton, Claudio Cecchetto | 7                                         | Introducing the Hardline According to Terence Trent D’Arby Terence Trent D’Arby |                                           |          |
| Nothing’s Gonna Stop Us Now Starship Albert Louis Hammond, Diane Eve Warren | 8                                         | Break Every Rule Tina Turner                                                    |                                           |          |
| Nothing’s Gonna Stop Me Now Samantha Fox Pete Waterman, Matthew James Aitken, Mike Stock | 9                                         | The Final Countdown Europe                                                      |                                           |          |
| Who’s That Girl Madonna Madonna L. Ciccone, Patrick Raymond Leonard | 10                                        | After Here, Through Midland Cock Robin                                          |                                           |          |